# Aurora (Disney)
Princesa Aurora é a protagonista na versão da Disney de 1959 de A Bela Adormecida. A versão da Disney da personagem foi baseada  na historia francesa , escrito em 1634, em Histoires ou Contes du Temps Passé. Ela também é conhecida como Briar Rose (ou Rosa no Brasil), nome de camponesa, que é o título da versão alemã pelos irmãos Grimm. Ela foi a terceira princesa que entrou na franquia Disney Princesas. Ela foi dublada por Mary Costa, Erin Torpey e, mais recentemente, por Jennifer Hale.
Criada por Perrault e animada por Marc Davis, Aurora é a princesa de um reino fictício. Filha única do Rei Stefan e de sua Rainha, é a primeira na linha de sucessão ao trono. Seu nascimento foi de grande importância para a estabilidade do reino, e recebeu um batizado que contou com a presença das diversas classes sociais existentes. Aurora também foi importante na união do reino de seu pai e do Rei Hubert, ao casar-se com seu também único filho, o Príncipe Phillip.

## Desenvolvimento
O projeto da personagem original de Aurora foi feito por Tom Oreb, que modelou a princesa a partir das características finas da atriz Audrey Hepburn. O animador de Aurora, Marc Davis, que anteriormente tinha trabalhado em Cinderela, trabalhou com os esboços de Oreb e terminou a aparência e o vestuário da heroína, de modo que eles se misturassem com as formas angulares nas imagens de fundo. Em "A Bela Adormecida", ele também foi o animador de Malévola.
Como foi feito com outros filmes da Disney, Walt Disney contratou uma atriz para realizar cenas de ação ao vivo como referência para o processo de animação. A atriz Helene Stanley realizou a referência live-action para a princesa Aurora. Ela fez o mesmo tipo de trabalho para as personagens Anita em 101 Dálmatas e Cinderela.
De acordo com Christopher Finch, autor de The Art of Walt Disney:
| “ | Disney insistiu que todas as cenas envolvendo personagens humanos devem ser feitas primeiro em live-action para determinar que esse trabalho se torne algo padrão. Os animadores não gostam desta forma de trabalho, sentindo que prejudica a sua capacidade de criar personagens. No entanto eles entenderam a necessidade dessa abordagem em retrospecto, e reconheceram que a Disney tinha tratado as coisas com considerável sutileza. | ” |

Os figurinos para Aurora foram criados por Alice Davis,, que era a esposa do animador Marc Davis (até sua morte, em 2000). Este foi o primeiro trabalho em estúdio de Alice na Disney, durante o qual ela se tornou a esposa de Mark Davis (1956).

### Voz
Uma vez, Mary Costa (voz de Aurora) participou de uma festa com seu futuro marido, o diretor Frank Tashlin, onde ela passou a se conectar com as pessoas certas, e logo encontrou-se em uma audição para o papel de Princesa Aurora, onde, por cerca de três anos realizou uma audição sobre o papel de Aurora Mary Costa era do sul, então ela teve que se livrar do sotaque sulista para aprender o sotaque britânico.

### Personalidade
Aurora é frequentemente descrita como tímida e sofisticada, bem como uma romântica incurável. Ela é bastante ingênua e insegura, como resultado de ter sido protegida na maior parte de sua vida, não podendo se comunicar com nenhuma pessoa além de suas madrinhas quando vivia como camponesa. Devido a isso, muitas pessoas e críticos veem Aurora erroneamente como uma princesa pouco interessante, pela falta de presença e desenvolvimento em seu filme. Por outro lado, alguns enxergam isso como coerência com a época em que o filme se ambienta e sua vida superprotegida.

### Aparência
Aurora é uma jovem princesa de 16 anos com os cabelos loiros, com olhos de cor violeta, e os lábios rosas. Como um camponês, ela veste uma saia cinza com um corpete preto sobre uma blusa branca, e geralmente esta descalça. Depois de descobrir seu status como uma princesa, ela veste um vestido de baile, que muda de azul para rosa, devido à Flora e Primavera terem discordado sobre a cor dela.

## Aparições

### A Bela Adormecida
Aurora foi nomeada por seus pais em homenagem à deusa romana do amanhecer, porque ela encheu suas vidas com muita luz. Logo depois que ela nasceu, ela foi apresentada ao reino em um batismo, onde ela foi prometida em casamento ao Príncipe Phillip, o filho do Rei Hubert, amigo do Rei Stefan. Também foram convidadas três fadas, Fauna, Flora e Primavera, que deram bênçãos para a princesa recém-nascida. Flora e Fauna deram a princesa os dons da beleza e música, respectivamente. No entanto, após Fauna dar seu dom, uma malvada e ciumenta bruxa chamada Malévola chegou. Irritada porque ela não foi convidada para a cerimônia, Malévola coloca uma maldição sobre Aurora. De acordo com Malévola, em seu décimo sexto aniversário, ela vai picar o dedo no fuso de uma roca e morrerá. Malévola desaparece, deixando todos em estado de choque e horrorizados. Primavera, que ainda não tinha dado o seu dom, não conseguia acabar com a maldição, mas ela poderia enfraquecer ela. Em vez da morte, ela teria remediado a situação, colocando Aurora em um feitiço do sono, apenas despertando quando recebesse o beijo de amor verdadeiro.
Ainda com medo, as três fadas boas concordam em esconder a princesa como um camponês, até que o perigo tenha passado. Elas levam o bebê para uma cabana na floresta e se disfarçam de suas tias mortais. O tempo passa e chega o décimo sexto aniversário de Aurora, onde é revelado que o nome de Aurora foi mudado para "Rosa", para que as pessoas não descubram sua identidade. Suas "tias" mandam ela para a floresta, para que possam preparar sua festa de aniversário em segredo. Enquanto Aurora está fora, ela sonha em conhecer um belo príncipe, enquanto canta. De início, ela está cantando com seus amigos da floresta. Mas logo ela encontra-se com o príncipe Phillip, que seguiu a sua voz melódica. Não sabendo quem é Phillip, ela acredita que ele é um estranho, e tenta sair. No entanto, ela dança com ele um pouco, e acaba se apaixonando. Quando ele pergunta seu nome, ela se negou a dizer, percebendo que não estava autorizada a dar seu nome para estranhos. Ela, no entanto, diz a ele para onde mora, e pede para ele encontrá-la naquela noite.
Em casa, "Rosa" chega para uma festa de aniversário esplêndida. Ela diz as tias sobre o rapaz que ela conheceu, mas fica confusa pois percebem que elas não ficaram felizes. Flora, Fauna e Primavera revelam as suas verdadeira identidades para Briar Rose, informando seu nome verdadeiro, que é Aurora, bem como o fato de que ela é noiva. As fadas, infelizmente, explicam que ela nunca pode ver o jovem novamente, sem saber que ele era realmente seu noivo.
As fadas trazem Aurora para o castelo de seu pai, e deixá-la sozinha por um tempo. Enquanto elas vão embora, Malévola encanta a menina, e leva Aurora para uma roda de fiar. As fadas percebem o perigo e tentam resgatar Aurora, mas antes que elas possam, Malévola obriga a menina a picar o dedo, invocando a maldição.
Aurora permanece sob a maldição por algum tempo. Entretanto, as fadas haviam descoberto que Phillip era o homem que conheceu Aurora, depois de ter ouvido o pai dele falando da reunião do príncipe com uma camponesa. Depois de uma batalha com Malévola, Phillip é capaz de chegar a Aurora e beijá-la, quebrando a maldição. Aurora sorri depois que ela percebe que seu noivo e seu amor são a mesma pessoa. A dupla desce para conhecer os pais de Aurora, e partilhar uma dança. Sentindo-se reprovadas por suas respectivas cores, as duas fadas, Flora e Primavera, incansavelmente mudam a cor do vestido com a magia.

### Disney Princess Enchanted Tales: Follow Your Dreams
Princesa Aurora aparece na primeira história da série, nomeada de "As Chaves do Reino". Na história, o Príncipe Phillip, o rei Hubert, o rei Stefan, e a Rainha Leah saem para uma Conferência Real por dois dias. Durante este tempo, a princesa Aurora, Flora, Fauna e Primavera estão a cargo do Reino até que retornem. Durante todo o segmento, Aurora tenta se permanecer calma em situações agitadas, mas isso acaba se tornando um desafio. Mais tarde, Flora, Fauna e Primavera deixam o castelo para retomar um discurso esquecido por Hubert. Antes de sair, Primavera permite a Aurora usar sua varinha mágica durante tempos difíceis. Aurora inicialmente pensado nisso como uma maneira fácil de evitar problemas, ignorando o seu voto original para manter a calma. Logo, a magia causa mais problemas do que antes. Aurora consegue arrumar tudo e quando os outros retornam, eles desfrutam de um banquete que ela preparou.

### O Point do Mickey
Aurora faz diversas aparições na série de televisão, "O Point do Mickey". Em "House of Genius" - Aurora e Phillip estavam esperando para serem recebidos por Donald, mas enquanto ele dormia no trabalho, ela comentou: "E eles me chamam de A Bela Adormecida". Em "Ask Von Drake" - durante a canção Ludwig Von Drake, Aurora dormia com um despertador do lado. Ela também aparece no Natal Mágico do Mickey e brevemente no especial, "Os Vilões da Disney";
Apesar de seu status como uma princesa, ela parece preferir as roupas simples de camponês que ela usava durante seus anos na clandestinidade como Rosa.

### Kilala Princess
Na série de mangá "Princes Kilala", Aurora está comemorando seu aniversário de 17 anos, quando Kilala e Sylphy, entram em seu mundo para encontrar uma joia mágica. Kilala é confundida com uma empregada doméstica, devido à sua aparência e é forçada a trabalhar. Aurora encontra Kilala na varanda e conforta-la. Ela foi informada de que Kilala está apaixonada por Rei, e diz a ela de sua própria história com o príncipe Phillip e que mantinha o seu amor. A bruxa, Malévola , emerge para amaldiçoar Aurora com o sono mais uma vez, mas Kilala protege a princesa do dano, sacrificando-se no processo. Rei beija Kilala, através do beijo de amor verdadeiro, quebrando o feitiço e derrotando Malévola. Aurora, em seguida, dá a Kilala um quartzo rosa, retratando a importância de ser fiel a seus sonhos, se ela quer que eles se tornem realidade.

## Em outras mídias
Princesa Aurora aparece na série Kingdom Hearts como uma das sete Princesas de Coração (donzelas que carecem de escuridão em seus corações). No primeiro jogo Kingdom Hearts, ela é a primeira princesa de coração para ser sequestrada por Malévola. Logo depois de ser sequestrada, o seu mundo, o Enchanted Dominion, é destruído pelos Heartless. Ela é mantida refém em Hollow Bastion, juntamente com as outras princesas durante a maior parte do jogo. Eventualmente, Riku (ao ser possuído por Heartless de Xehanort) usa seu coração (junto com os corações de Cinderela, Branca de Neve, Bela, Alice e Jasmine) para criar a Keyblade do coração das pessoas, uma arma misteriosa que pode desbloquear a escuridão no coração das pessoas . Eventualmente, depois de a principal protagonista Sora se sacrificar para despertar Kairi (a sétimo princesa), a Keyblade do coração das pessoas é destruída e o coração de Aurora voa de volta ao seu corpo, mas não antes dos corações das princesas deixarem a escuridão que flui para fora do buraco da fechadura da cavidade Bastion. Aurora e as outras princesas permanecem em Hollow Bastion, usando a luz em seus corações para segurar a escuridão de volta até o buraco da fechadura. No final do jogo, Sora, Pato Donald e Pateta derrotam o Heartless de Xehanort, o Enchanted Dominion é restaurado, e Aurora retorna a sua casa. Ela é brevemente mencionada em Kingdom Hearts II, onde seu nome é parte da senha para o computador de Ansem. Em Kingdom Hearts Birth by Sleep, os mesmos eventos do filme de 1959 ocorrem em sua Terra no Dominion Enchanted. Por esse tempo, Aurora já foi colocada em um sono profundo, sob a influência da maldição lançada por Malévola. Quando a Terra atinge a torre e chega a Malévola, ela usa a escuridão em seu coração para tomar temporariamente o controle de seu corpo e obriga-lo a tomar o coração de Aurora. Seu coração foi mantido no castelo de Malévola até Ventus tratar de recuperá-lo com as três fadas. Embora o coração dela voltou, a maldição não está quebrada. Príncipe Phillip, eventualmente, escapa com a ajuda de Aqua e atinge a torre onde ele beija Aurora e quebra o feitiço.
Uma versão live-action de Aurora é um personagem recorrente na segunda temporada da série de televisão, Once Upon a Time e ela é interpretada por Sarah Bolger. Curiosamente, Aurora é encontrado dormindo em um palácio deserto e sua roupa tem traços do Oriente Médio (além de sua tiara, que parece Elven)
Aurora será interpretada por Elle Fanning no filme, Maleficent.
Princesa Aurora é muitas vezes vista nos parques temáticos como um personagem para cumprimentar as pessoas, interpretado por um membro do elenco. Ela geralmente usa seu vestido de baile rosa e tiara. O castelo icônico na Disneylândia é chamado de o Castelo da Bela Adormecida. Há também um castelo da Bela Adormecida na Disneylândia de Hong Kong e na Disneylândia de Paris, chamado Le Château de la Belle au Bois Dormant (francês para o título mencionado anteriormente). Os visitantes do parque são capazes de andar pelo castelo e ver vários dioramas retratando cenas do filme da Disney, A Bela Adormecida. Os dioramas originais foram desenhados no estilo de Eyvind Earle, o designer de produção do filme. Em 2013, Aurora e as outras princesas Disney terão uma nova atração chamada Princess Fairytale Hall, no Magic Kingdom, na Disney World.
Princesa Aurora é um membro oficial da linha Disney Princesas, uma franquia de destaque para as meninas. A franquia abrange uma ampla variedade de mercadorias, incluindo, revistas, álbuns de música, brinquedos, jogos de vídeo game, roupas e artigos de papelaria.